# 京元線龍山-城北間運行系統
京元線龍山-城北間運行系統（キョンウォンせんヨンサン-ソンブクかんうんこうけいとう）は、かつて大韓民国ソウル特別市龍山区の龍山駅と蘆原区の城北駅（現：光云大駅）の間で運行されていた、首都圏電鉄の運行系統である。首都圏電鉄1号線の支線として運行されていた。現在は首都圏電鉄京義・中央線に置き換えられている。

## 路線データ
廃止当時のデータである。
- 路線距離（営業キロ）：18.2km
- 軌間：1,435mm
- 駅数：13駅（起終点駅含む）
- 複線区間：全線
- 電化区間：全線（交流25,000V架空電車線方式）
- 地上区間：全線

## 運行形態
1. 龍山→城北、城北→龍山：一般的な運行形態。
2. 龍山→清凉里：上の次に多い運行形態。
3. 倉洞→龍山：平日と（日曜日・祝日以外の）土曜日の朝に1回のみ運行されていた。1日に1回の運行のため、案内から除外されていることが多かった。

## 歴史
- 1978年12月9日 営業開始。
- 2005年12月15日 首都圏電鉄中央線開業に伴い、同日の運行をもって廃止。

## 使用された車両
- 川崎気動車
- 1000系
- 5000系

### 車両編成
運行開始当初は4両編成の電車が投入されたが、1号線の輸送量増加に伴い転属したため、1983年から1991年7月まではピドゥルギ号として運用していたものを高床ホームに合わせて改造された2 - 4両の気動車が投入された。1991年7月以降は再び4両編成の電車が投入され、1994年4月には6両化、1996年からは10両化された。

## 駅一覧
- 駅名や接続路線名は運行系統廃止時のものである。
- 駅所在地は全線ソウル特別市内。

| 駅番号 | 駅名              | 駅名              | 駅名                                 | 駅間キロ (km) | 累計キロ (km) | 接続路線                                              | 所在地   |
| 駅番号 | 日本語            | ハングル          | 英語                                 | 駅間キロ (km) | 累計キロ (km) | 接続路線                                              | 所在地   |
| ------ | ----------------- | ----------------- | ------------------------------------ | ------------- | ------------- | ----------------------------------------------------- | -------- |
| 135    | 龍山駅            | 용산역            | Yongsan                              | 0.0           | 0.0           | 韓国鉄道公社：京釜線・●1号線                          | 龍山区   |
| K131   | 二村駅            | 이촌역            | Ichon                                | 1.9           | 1.9           | ソウルメトロ：●4号線                                  | 龍山区   |
| K130   | 西氷庫駅          | 서빙고역          | Seobinggo                            | 1.7           | 3.6           |                                                       | 龍山区   |
| K129   | 漢南駅 (檀国大前) | 한남역 (단국대앞) | Hannam (Dankook University)          | 1.9           | 5.5           |                                                       | 龍山区   |
| K128   | 玉水駅            | 옥수역            | Oksu                                 | 1.6           | 7.1           | ソウルメトロ：●3号線                                  | 城東区   |
| K127   | 鷹峰駅            | 응봉역            | Eungbong                             | 1.8           | 8.9           |                                                       | 城東区   |
| K126   | 往十里駅          | 왕십리역          | Wangsimni                            | 1.4           | 10.3          | ソウルメトロ：●2号線 ソウル特別市都市鉄道公社：●5号線 | 城東区   |
| K125   | 清凉里駅          | 청량리역          | Cheongnyangni                        | 2.4           | 12.7          | 韓国鉄道公社：中央線                                  | 東大門区 |
| 124    | 回基駅 (慶熙大前) | 회기역 (경희대앞) | Hoegi (Kyunghee Univ.)               | 1.4           | 14.1          | 韓国鉄道公社：●1号線                                  | 東大門区 |
| 123    | 外大前駅          | 외대앞역          | Hankuk University of Foreign Studies | 0.8           | 14.9          | 韓国鉄道公社：●1号線                                  | 東大門区 |
| 122    | 新里門駅          | 신이문역          | Sinimun                              | 0.8           | 15.7          | 韓国鉄道公社：●1号線                                  | 東大門区 |
| 121    | 石渓駅            | 석계역            | Seokgye                              | 1.4           | 17.1          | 韓国鉄道公社：●1号線 ソウル特別市都市鉄道公社：●6号線 | 蘆原区   |
| 120    | 城北駅 (光云大前) | 성북역 (광운대앞) | Seongbuk (Kwangwoon University)      | 1.1           | 18.2          | 韓国鉄道公社：京春線・●1号線                          | 蘆原区   |

## その他

### 路線図の表示
京元線龍山-城北間運行系統のラインカラーは1号線と同じく藍色だった。1号線本線と区別するため、路線図では龍山-回基間は他の首都圏電鉄の路線よりも細い線で表した。しかしこの規定は遵守されず、例としてソウル特別市都市鉄道公社の車内路線図はこの規定を無視して製作された。
2005年12月16日に首都圏電鉄中央線に置き換えられた際、1号線との分離に従い龍山 - 徳沼間のラインカラーは水色に変更され、線の太さも他の路線と同じになった。